# Pillager
Pillager és una població dels Estats Units a l'estat de Minnesota. Segons el cens del 2000 tenia 420 habitants, 167 habitatges, i 106 famílies. La densitat de població era de 253,4 habitants per km².